# Carlos Sainz
Carlos Sainz Cenamor (12. duben 1962, Madrid) je španělský rallyeový jezdec a dvojnásobný mistr světa a čtyřnásobný vítěz Rallye Dakar. Má přezdívku El Matador. Je ženatý a má dvě děti, jeho syn Carlos Sainz Jr. je také závodníkem, účastní se série Formule 1.

## Kariéra
Už odmala ho otec vedl ke sportu. Hrál fotbal, squash a lyžoval. V sedmnácti se stal juniorským šampionem Španělska v squashi. Jezdit začal v roce 1980, kdy v národním šampionátu porážel i svého bratra. V začátcích kariéry mu velmi pomohl Juan Jose Lacalle. Stal se jeho manažerem, koupil první závodní Fiat Panda a stal se i jeho navigátorem. Navíc zvítězil i v poháru vozů Renault 5 Turbo. Na Katalánskou rallye mu zapůjčili vůz Opel Manta 400.

### Ford 1987–1988
Od roku 1987 se zúčastnil mistrovství světa s vozem Ford Sierra Cosworth a hned na sebe upozornil výbornými časy v Portugalsku. Začal v týmu Ford M-Sport, ale snažil se o angažmá u týmu Lancia Racing. Hned v první sezoně získal 7 bodů a o rok později skončil celkově jedenáctý.

### Toyota 1989–1992
V Mistrovství světa v rallye 1989 se stal jezdcem za tým Toyota Motorsport a startoval s vozem Toyota Celica GT-Four. Jeho týmovým kolegou byl Juha Kankkunen. O rok později byl prvním neskandinávcem, který zvítězil na finské rallye, ale svoje první vítězství získal již na Acropolis rallye 1990. V této sezoně získal svůj první titul mistra světa. V roce 1991 se snažil titul obhájit, ale měl velkého soupeře v Kankkunenovi. Před poslední soutěží měli stejně bodů, ale RAC rallye 1991 nakonec vyhrál Kankkunen a Sainz dojel třetí. V následující sezoně byl vyvinut nový vůz – Toyota Celica 4WD Turbo. O titul bojoval s triem Kankkunen, Ari Vatanen a Didier Auriol. Zvítězil na RAC rallye 1992 a získal svůj druhý titul.

### Lancia 1993

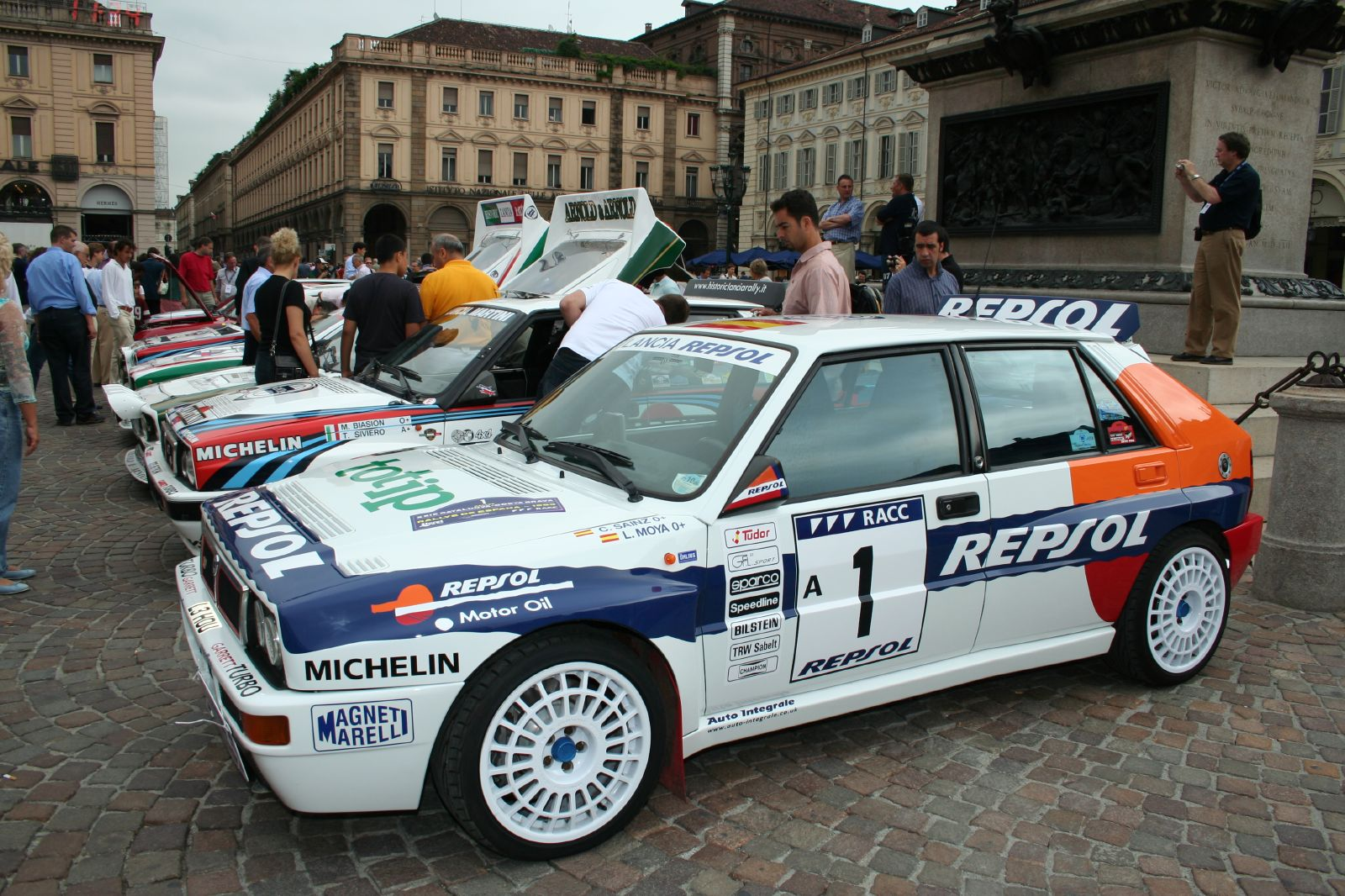
Sainzova Lancia Delta

Pro jeden rok se stal jezdcem soukromého Jolly Clubu a startoval s vozem Lancia Delta HF Integrale. V té době však již tyto vozy nestačily konkurenci a Sainz skončil pátý, když pouze dvakrát skončil mezi prvními třemi.

### Subaru 1994–1995
Sainz se měl podílet na vývoji vozu Subaru Impreza WRC a jeho týmovým kolegou byl Colin McRae. Sainz skončil v obou sezonách druhý, když ho v Mistrovství světa v rallye 1994 porazil Auriol a v roce Mistrovství světa v rallye 1995 McRae. Ve stejném roce získal Subaru World Rally Team i pohár konstruktérů.

### Ford 1996–1997

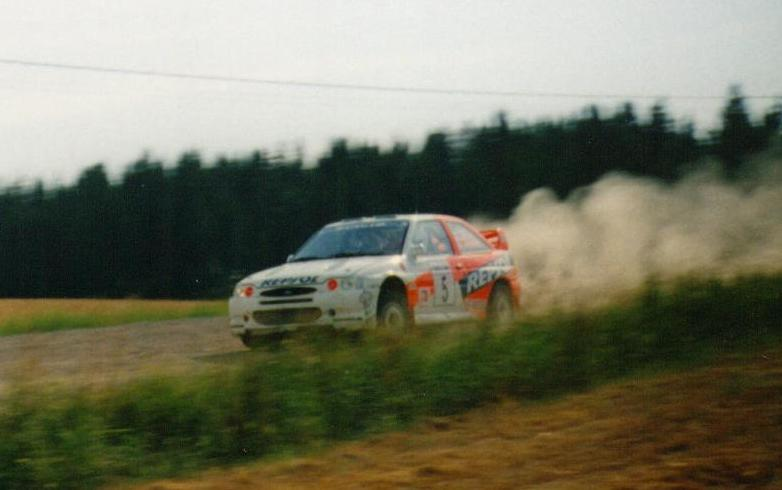
Sainz v Escortu WRC 1997

Obě sezony řídil vůz Ford Escort a skončil třetí. Zvítězil na Indonéské rallye a skončil pětkrát na stupních vítězů. Porazili ho Tommi Mäkinen a McRae. V roce 1997 Ford vyvinul nový Escort WRC. Sainz obhájil vítězství na Indonésii a na Acropolis rallye 1997. Opět skončil třetí, když ho porazili stejní jezdci. Vyhrál ale prestižní závod Race of Champions.

### Toyota 1998–1999

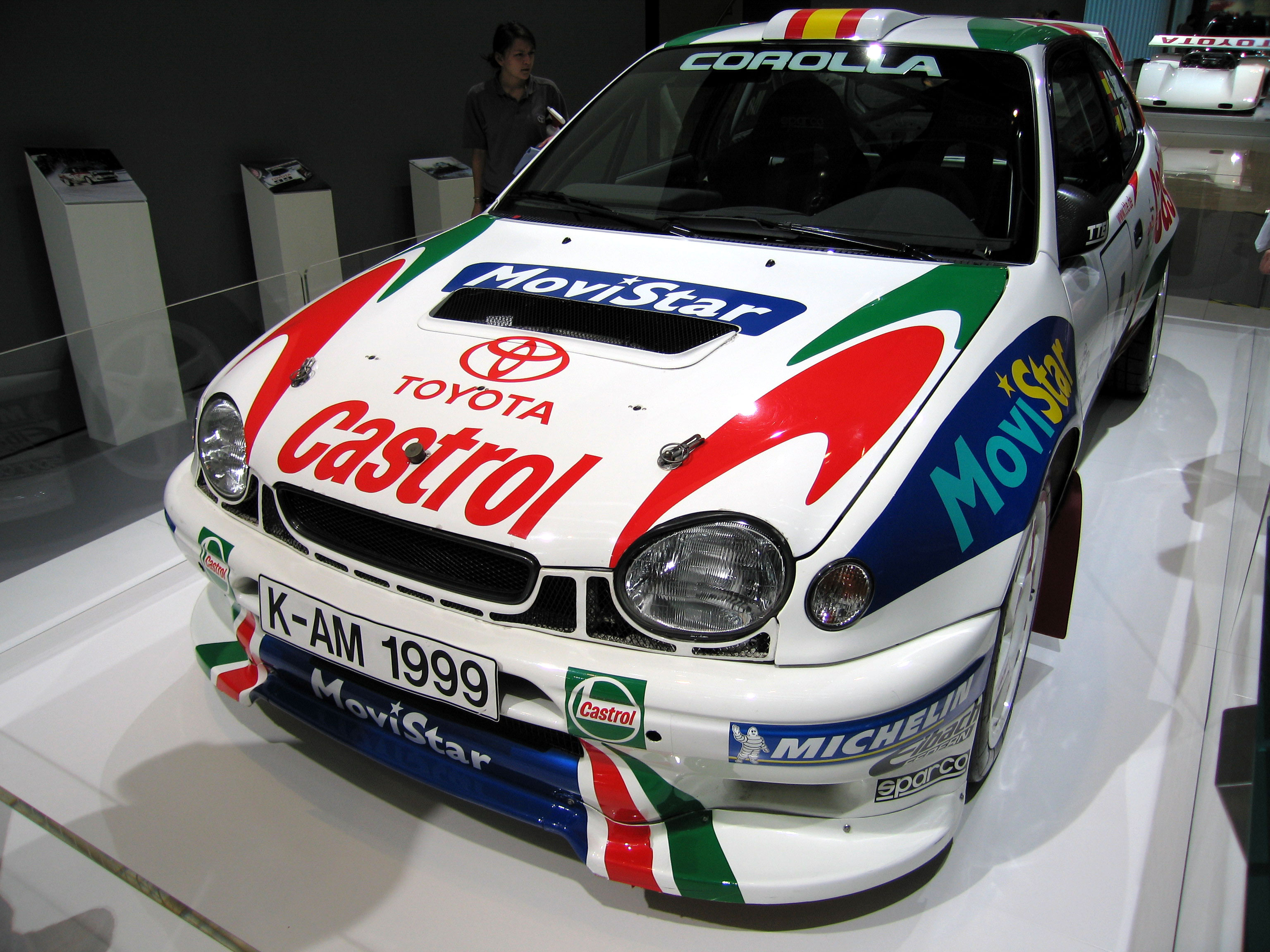
Sainzova Corolla WRC

V následujících letech se Sainz vrátil k Toyotě, aby s Auriolem pomohl při vývoji vozu Toyota Corolla WRC. Sainz zvítězil na Rallye Monte Carlo 1998 a na Rallye Nový Zéland 1998. Přesto skončil druhý za Mäkinenem. V následující sezóně dojel osmkrát mezi prvními třemi, ale nezískal žádné vítězství.

### Ford 2000–2002

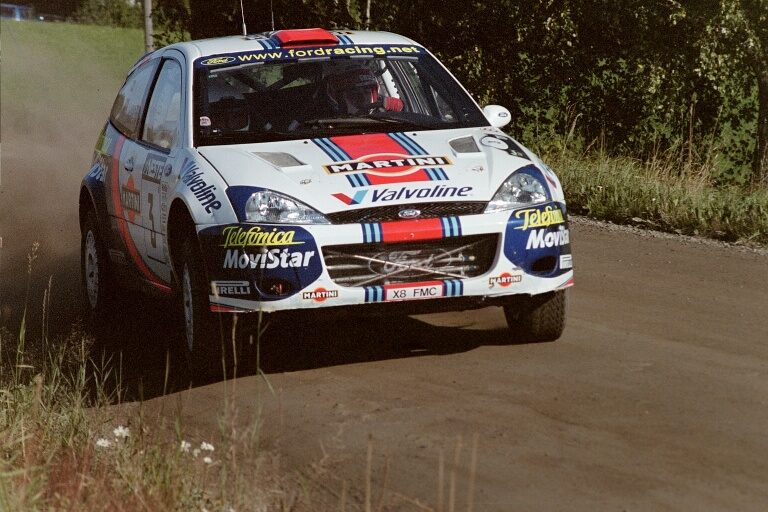
Sainz na Focusu v roce 2001

V roce 2000 se vrátil k Fordu a jeho týmovým kolegou byl opět skot McRae. S vozem Ford Focus WRC vyhrál Kyperskou rallye a skončil celkově třetí. O rok později Sainz neměl tak úspěšný rok a Ford ztratil i titul mezi značkami. V Mistrovství světa v rallye 2002 vyhrál na Argentinská rallye 1999, což bylo jeho jediné vítězství. Celkově skončil třetí.

### Citroën 2003–2005

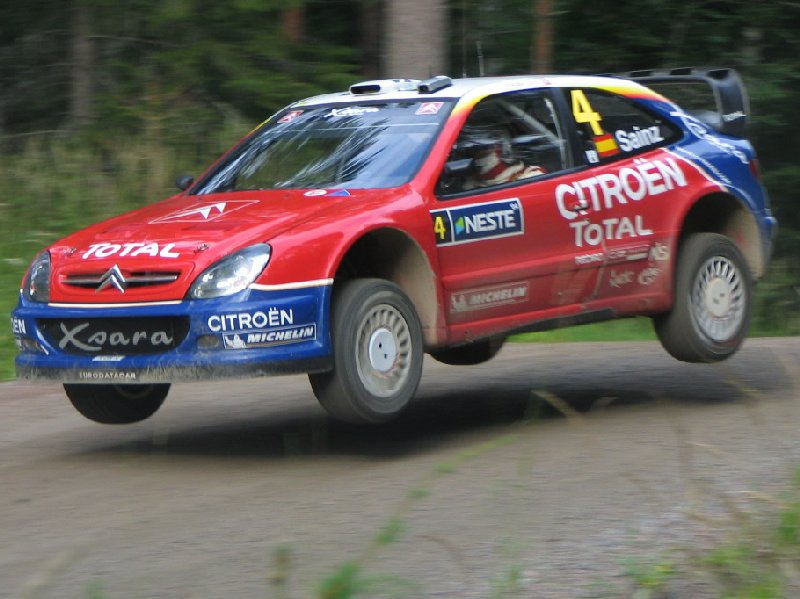
Sainz ve Finsku v roce 2004

Sainz i s McRaem přestoupili pro Mistrovství světa v rallye 2003 do týmu Citroën Sport, který se zúčastnil své první kompletní sezony. V tomto týmu získal Sainz své poslední vítězství na Argentinská rallye 2004. Po konci Mistrovství světa v rallye 2004 Sainz ukončil svojí kariéru v rallye a chtěl se věnovat šampionátu WTCC. V roce 2005 se zúčastnil dvou soutěží jako náhradník za Francoise Duvala a skončil na třetím a čtvrtém místě.

### Volkswagen 2006–

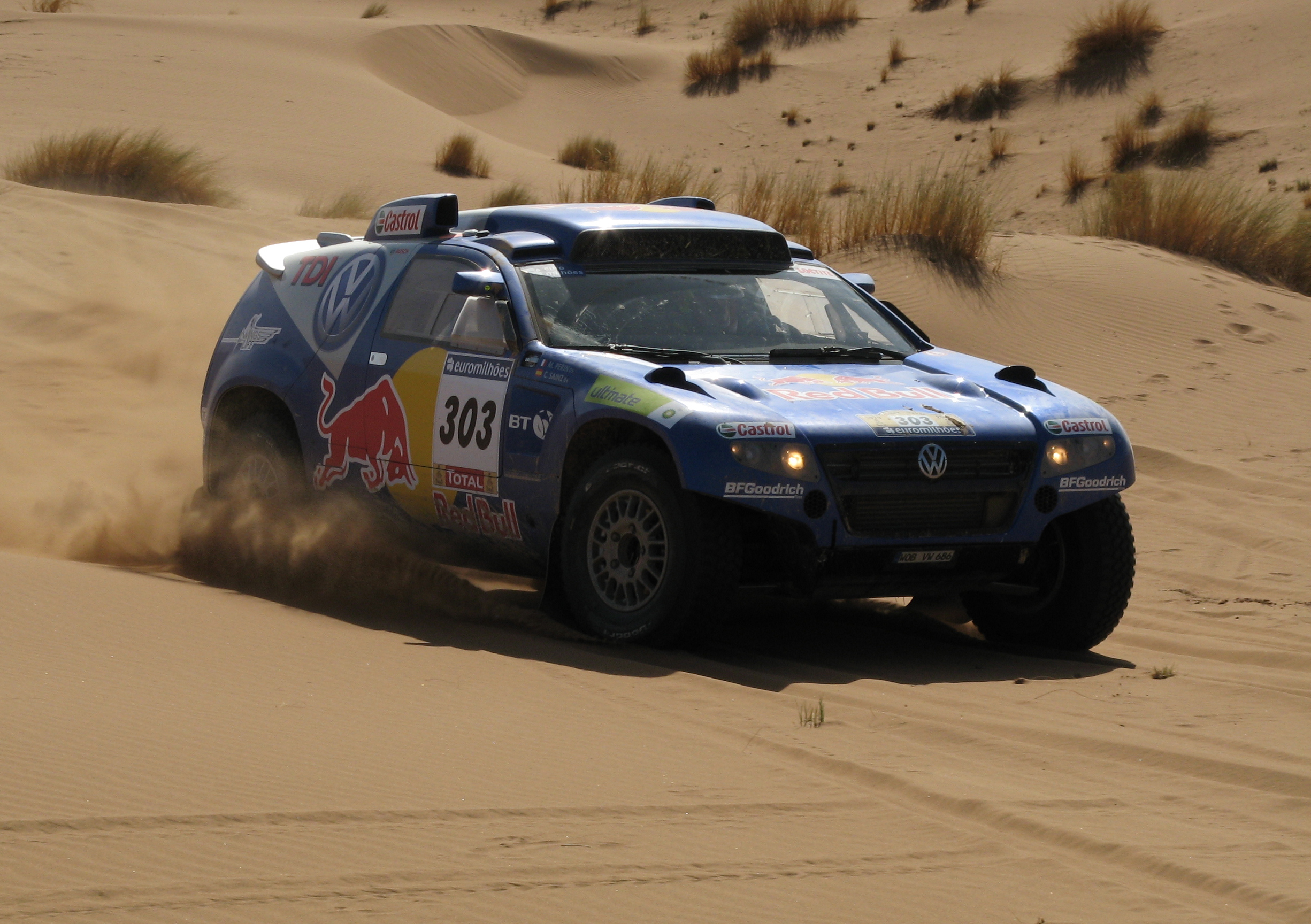
Sainz na Dakaru 2007

Od roku 2006 se stal členem týmu Volkswagen Motorsport, který se s vozy Race Touareg účastnil Dakarské rallye. V roce 2007 startoval v celém šampionátu Cross-Country. V roce 2008, kdy byl Dakar zrušen vyhrál Sainz Central European Rally. O rok později při Dakaru vedl, ale kvůli havárii musel odstoupit. V průběhu roku pak vyhrál Silk-Way Rally. Zvítězil i na Rallye Dakar 2010. Na Rallye Dakar 2011 skončil druhý a tým se rozhodl v budoucnu nestartovat. Sainz se stal ředitelem týmu Volkswagen Motorsport pro účast v Mistrovství světa v rallye 2012 s typem Volkswagen Polo R WRC. Během svého angažmá také startoval s vozem Volkswagen Scirocco GTR24 na okruzích.